# Arte ASCII

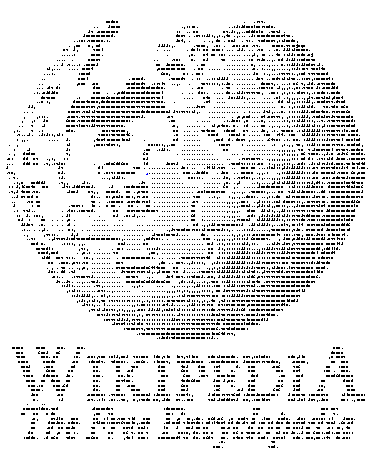
Logotipo de Wikipedia en inglés usando caracteres ASCII.

El Arte ASCII (pronunciado arte áski) es un término colectivo utilizado para describir imágenes que se han producido utilizando únicamente el conjunto de caracteres ASCII.

## Historia
El arte ASCII se ha utilizado cuando no era posible la transmisión o la impresión de imágenes en las configuraciones de equipos computarizados, tales como maquinillas, teletipos y equipos de visualización (consolas y terminales) que no cuentan con tarjetas de proceso gráfico. También, ha servido como lenguaje fuente para representar logos de compañías y productos, para crear diagramas procedimentales de flujo de operaciones y en el diseño de los primeros videojuegos. 
En la década previa al computador personal algunos artistas lo utilizaban de manera experimental, como por ejemplo el dominicano Ángel Luis Arambilet Álvarez. Otros en cambio lo han utilizado como medio alternativo de arte gráfico, utilizando tarjetas perforadas de 80 y 96 columnas, así como diversos programas compiladores, como: COBOL, RPG o IBM DITTO. Esto se logra combinándolos a impresoras de matriciales de alta velocidad para fines de presentación.

## ASCII y ANSI

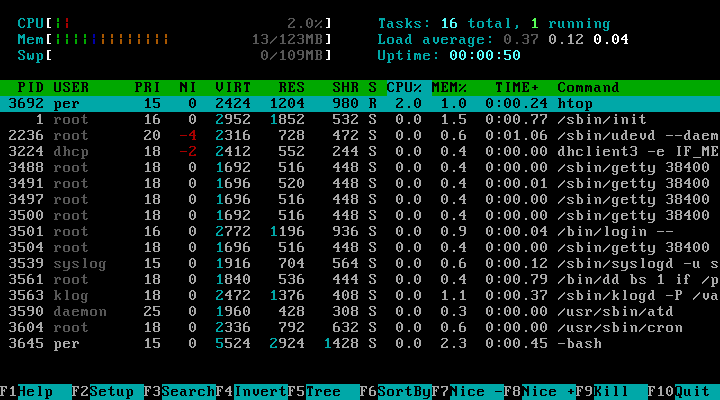
htop funcionando en Ubuntu JeOS

ASCII y, sobre todo, ANSI, eran elementos básicos de la primera era tecnológica; los sistemas de terminal se basaban en una presentación coherente que utilizaba el color y señales de control estándar en los protocolos de terminal. Con el paso de los años, los grupos de warez (término informático y cultural que hace referencia al software pirateado) empezaron a entrar en la escena del arte ASCII. 
Programas editores de texto especializados, tales como IMG2TXT o JPG2TXT, están diseñados para dibujar figuras geométricas y rellenar áreas de luz y sombra con una combinación de caracteres basándose en algoritmos matemáticos. Actualmente, puede crearse con cualquier editor de textos.

## Efectos y usos
En el arte ASCII, se pueden emplear diversas técnicas para lograr una variedad de efectos artísticos. Esta forma de expresión no se encuentra en una única cultura, sino que está alrededor del mundo. Desde los primeros días de la informática, los artistas han utilizado el arte ASCII para crear imágenes, símbolos y diseños que reflejan sus experiencias y perspectivas culturales. 
```
 __ __   ___   _       ____      ___ ___  __ __  ____   ___     ___  
|  |  | /   \ | |     /    |    |   |   ||  |  ||    \ |   \   /   \ 
|  |  ||     || |    |  o  |    | _   _ ||  |  ||  _  ||    \ |     |
|  _  ||  O  || |___ |     |    |  \_/  ||  |  ||  |  ||  D  ||  O  |
|  |  ||     ||     ||  _  |    |   |   ||  :  ||  |  ||     ||     |
|  |  ||     ||     ||  |  |    |   |   ||     ||  |  ||     ||     |
|__|__| \___/ |_____||__|__|    |___|___| \__,_||__|__||_____| \___/ 
```

## Galería

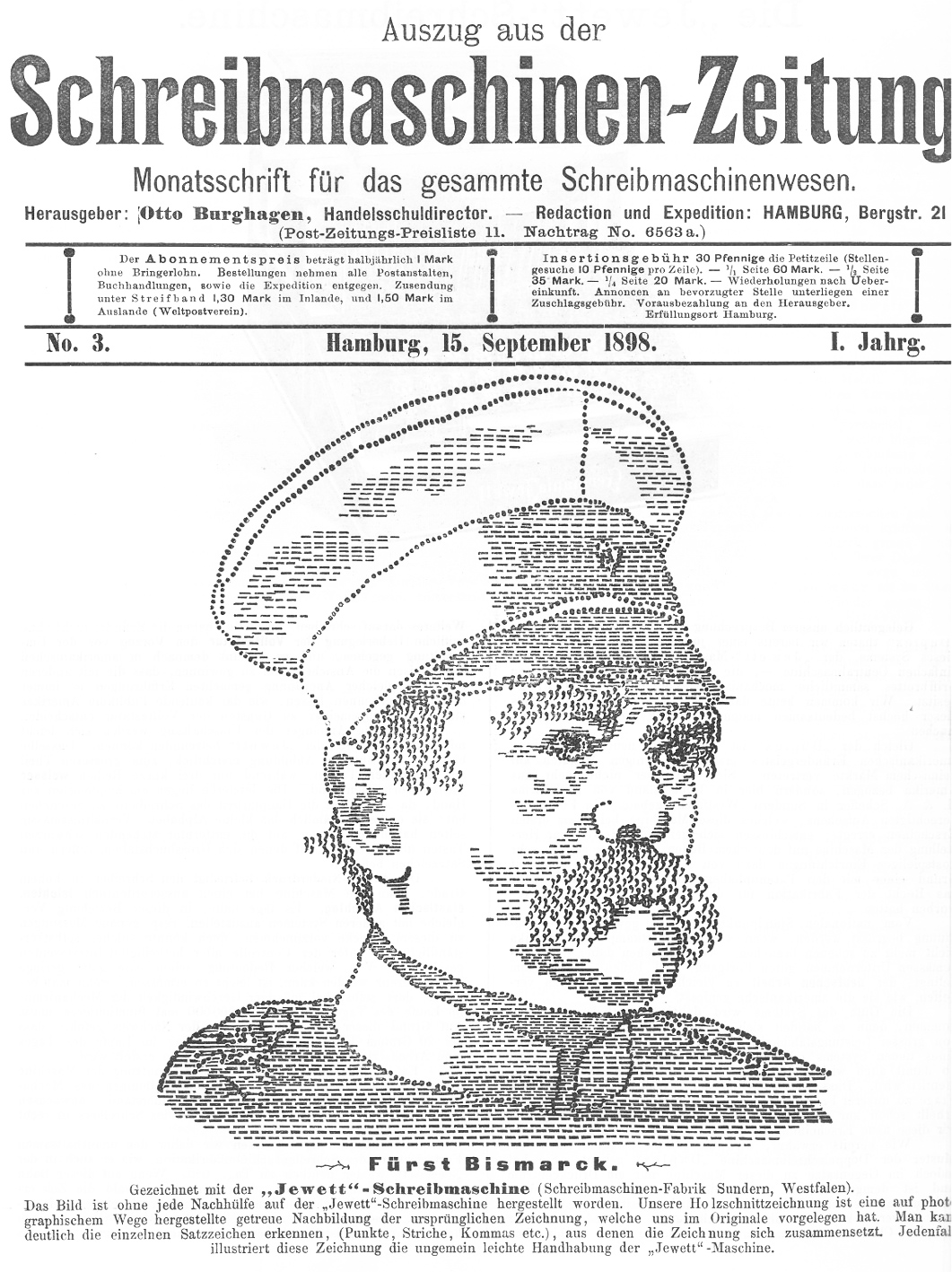
Arte ASCII del general alemán Otto von Bismarck en un periódico nacional publicado 6 semanas después de su fallecimiento, el arte ASCII fue hecho en su totalidad en una máquina de escribir.

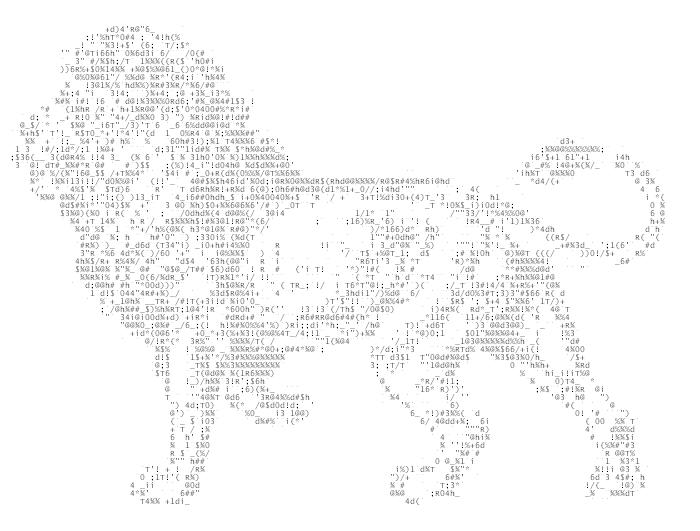
León confeccionado en caracteres ASCII.
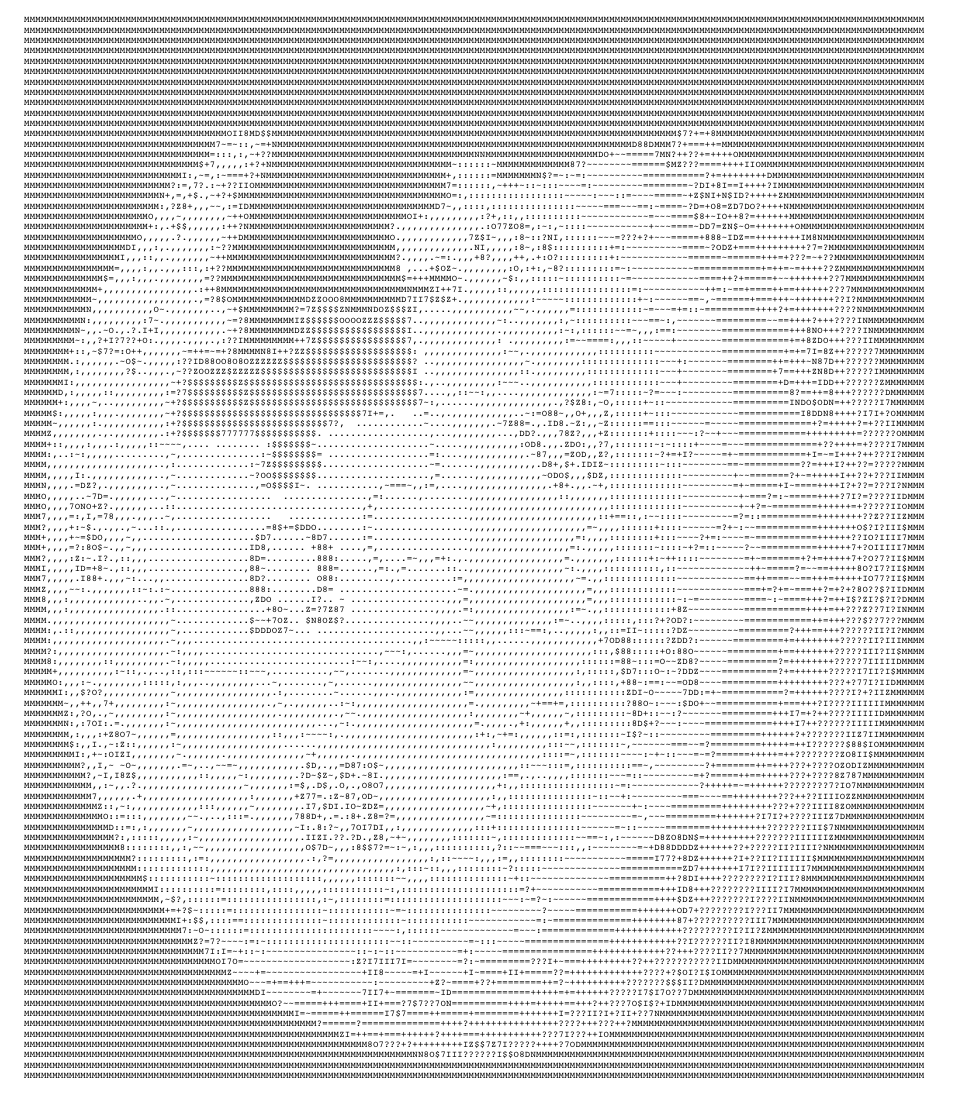
Logo de Wikipedia en ASCII
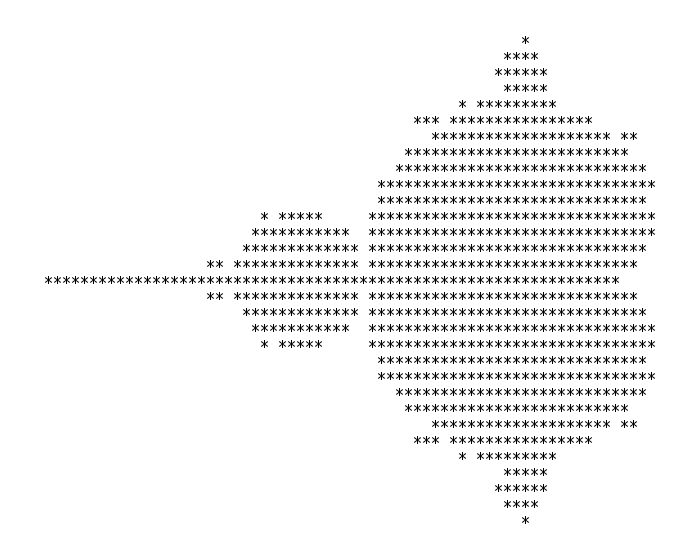
Conjunto de Mandelbrot usando caracteres ASCII.
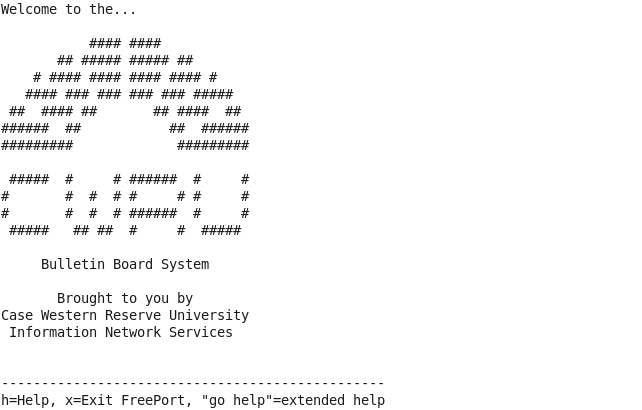
Captura de pantalla de un boletín universitario en donde el logotipo de la universidad está hecho con caracteres ASCII.
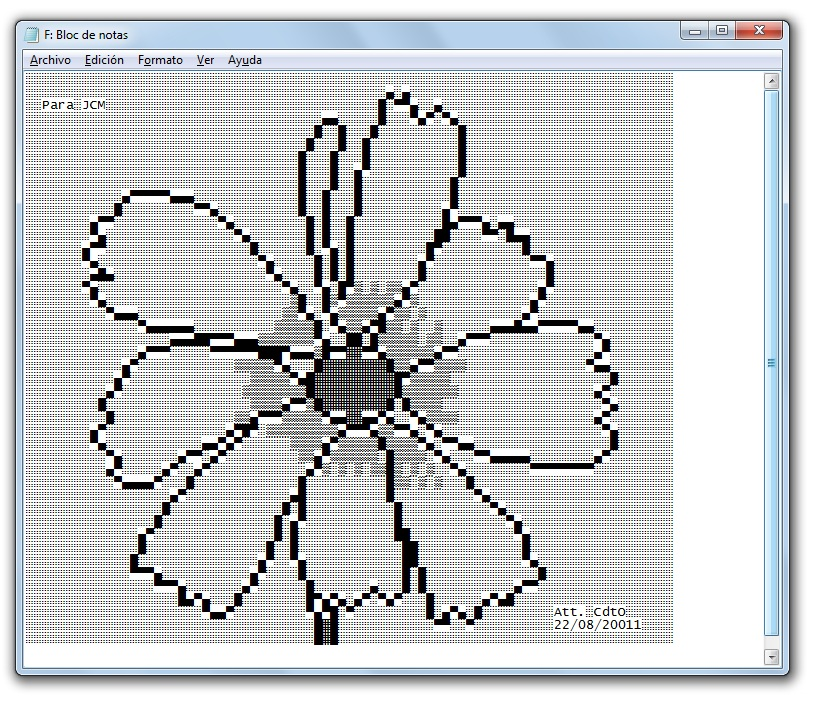
Imagen de una flor usando caracteres ASCII en un bloc de notas.
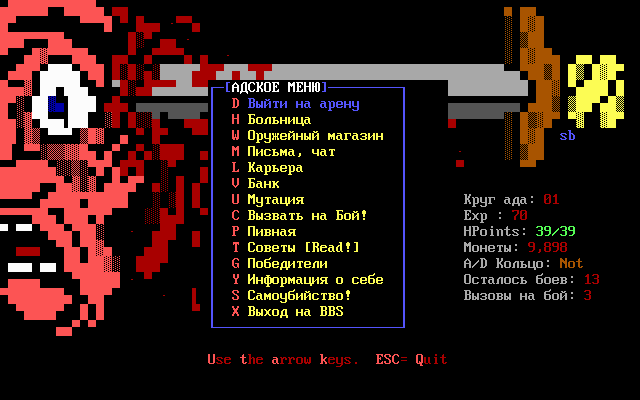
Pantalla de inicio de un videojuego en ruso, en donde el fondo del juego es un dibujo hecho con caracteres ASCII.
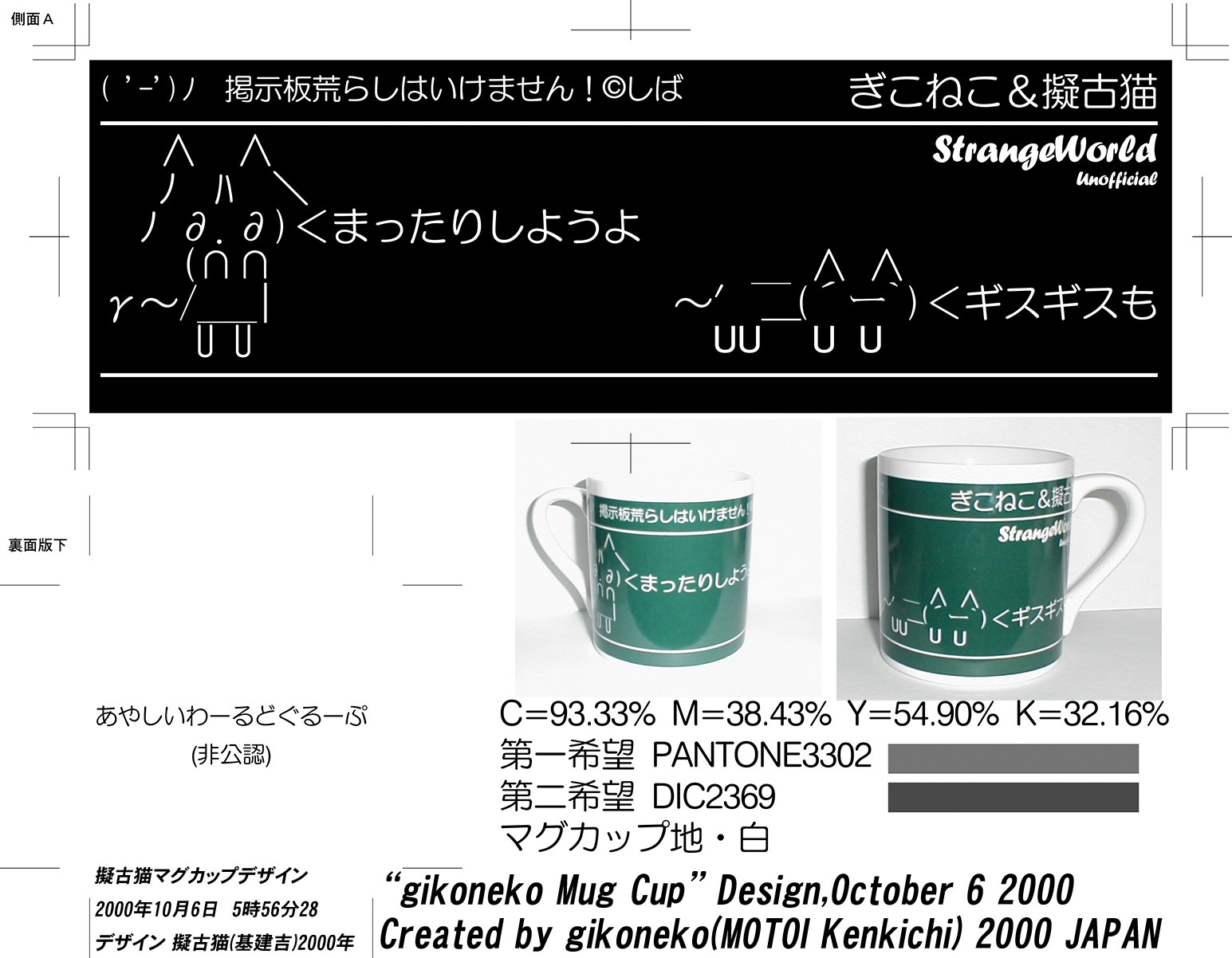
Arte ASCII japonés.